# Olga Wasiuta
Olga Wasiuta (ur. 14 marca 1959 we Lwowie) – ukraińska specjalistka w zakresie marketingów politycznych, międzynarodowych stosunków politycznych, dr hab., profesor nadzwyczajny Wyższej Szkoły Informatyki i Ekonomii TWP w Olsztynie, Instytutu Bezpieczeństwa i Edukacji Obywatelskiej Wydziału Pedagogicznego Uniwersytetu Pedagogicznego im. KEN w Krakowie, Instytutu Nauk Politycznych Wydziału Nauk Społecznych Uniwersytetu Warmińsko-Mazurskiego, oraz Gdańskiej Szkoły Wyższej.

## Życiorys
Uzyskała stopień doktora habilitowanego, a potem została zatrudniona na stanowisku profesora nadzwyczajnego w Wyższej Szkole Informatyki i Ekonomii TWP w Olsztynie, Instytutu Bezpieczeństwa i Edukacji Obywatelskiej Wydziału Pedagogicznego Uniwersytetu Pedagogicznego im. KEN w Krakowie, Instytutu Nauk Politycznych Wydziału Nauk Społecznych Uniwersytetu Warmińsko-Mazurskiego, oraz Gdańskiej Szkole Wyższej.

## Wybrane publikacje
- 2016: Geneza pojęcia i zmiany podejścia do wojny hybrydowej w zachodnim dyskursie politycznym i wojskowym[3]
- 2017: System ekonomiczny "Państwa Islamskiego"[3]
- 2017: Nowe rodzaje wolontariatu w Ukrainie jako sprzeciw rosyjskiej agresji[3]
- 2018: Państwo Islamskie ISIS : nowa twarz ekstremizmu[3]